# Dąbrowy Krotoszyńskie

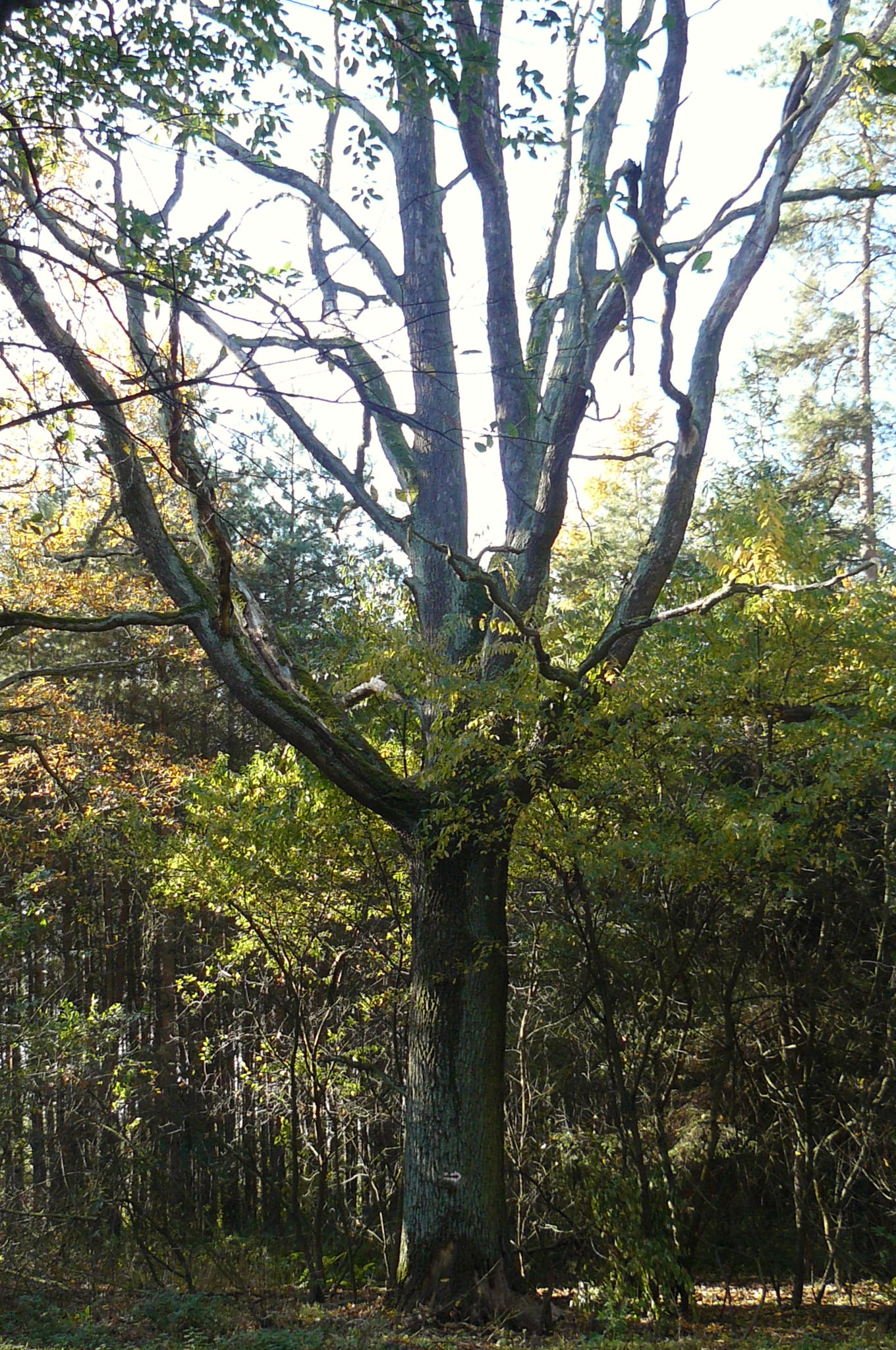
Dąb w kompleksie

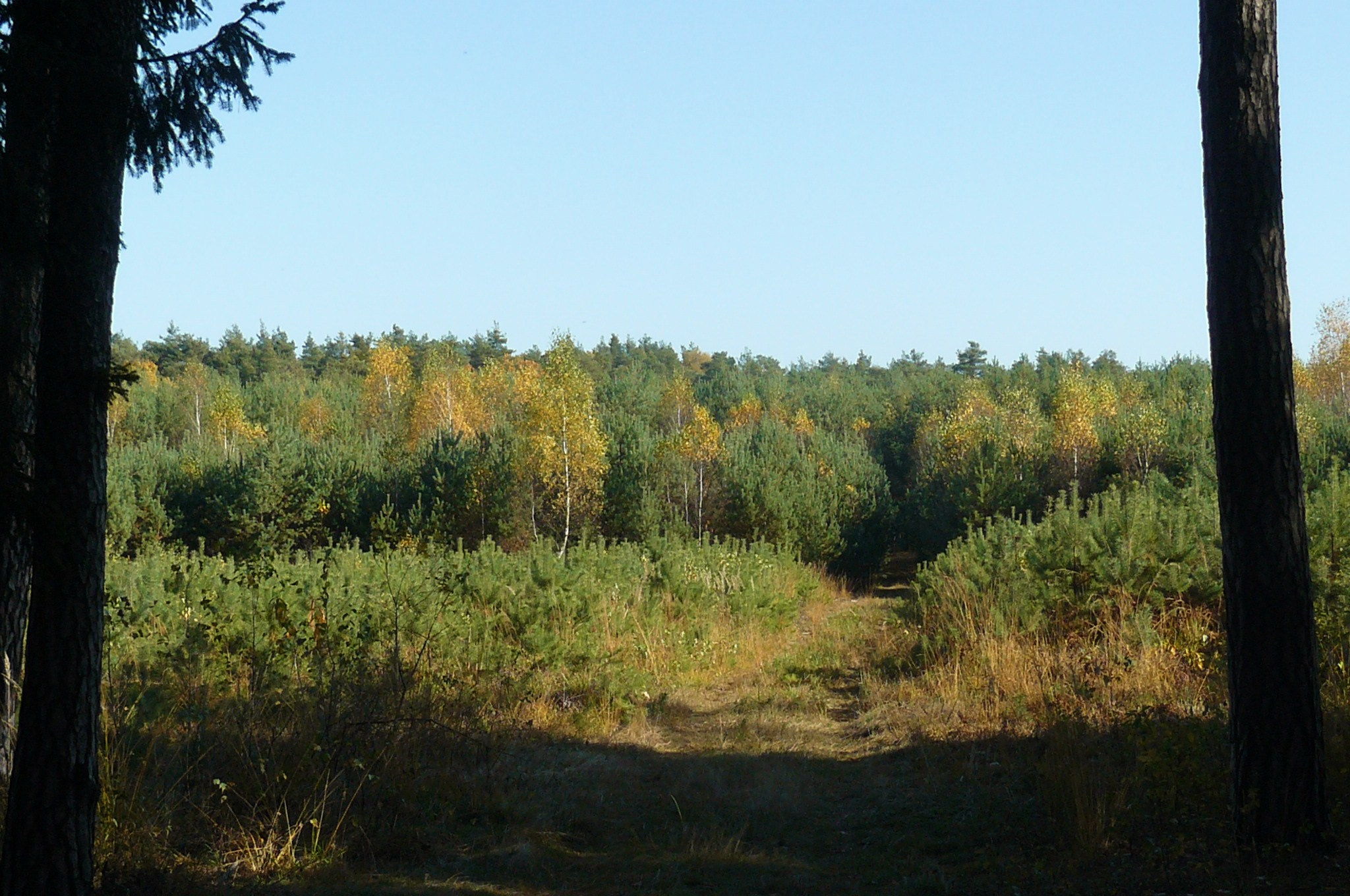
Młodnik jesienią

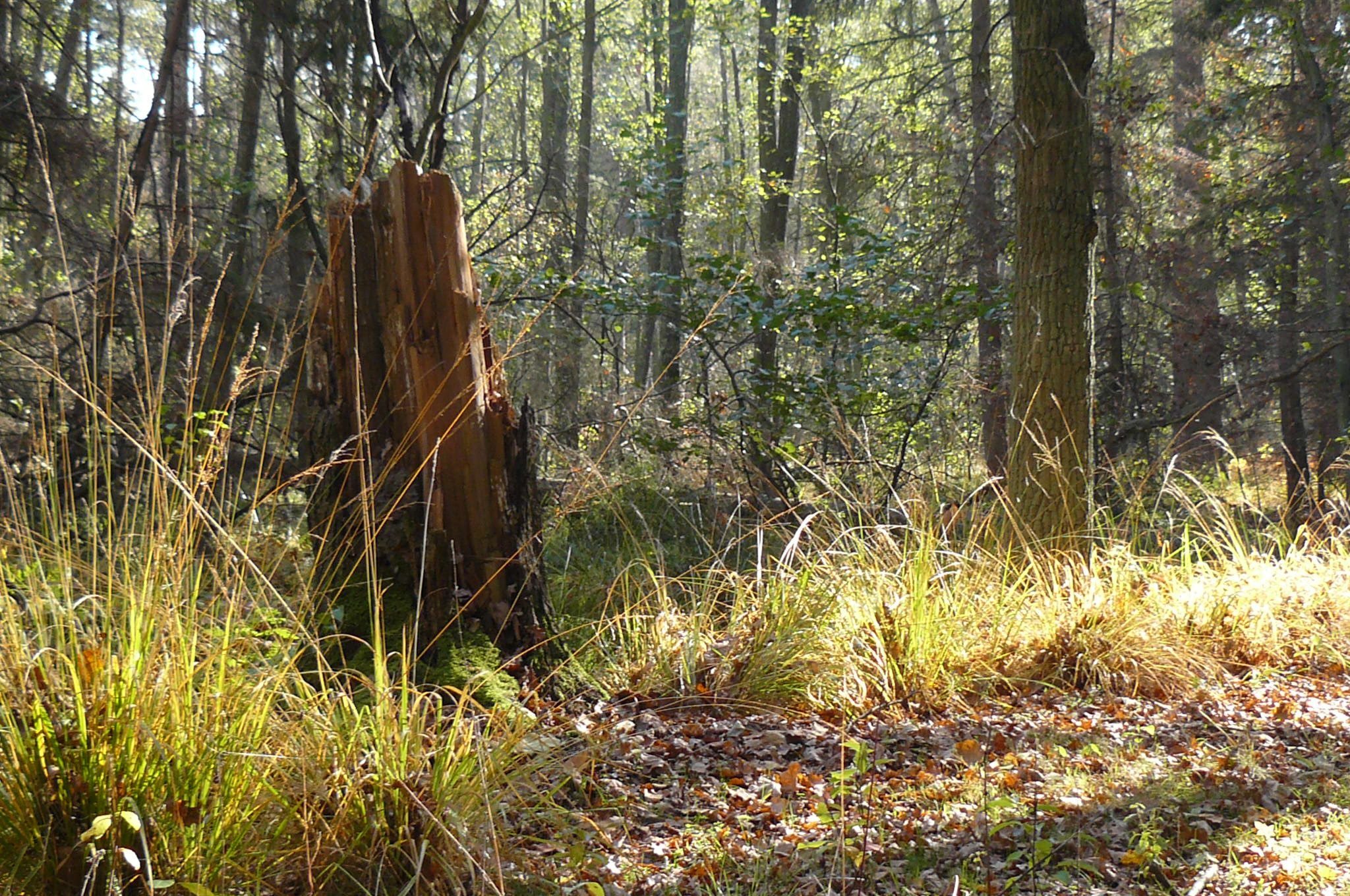
W rezerwacie Baszków

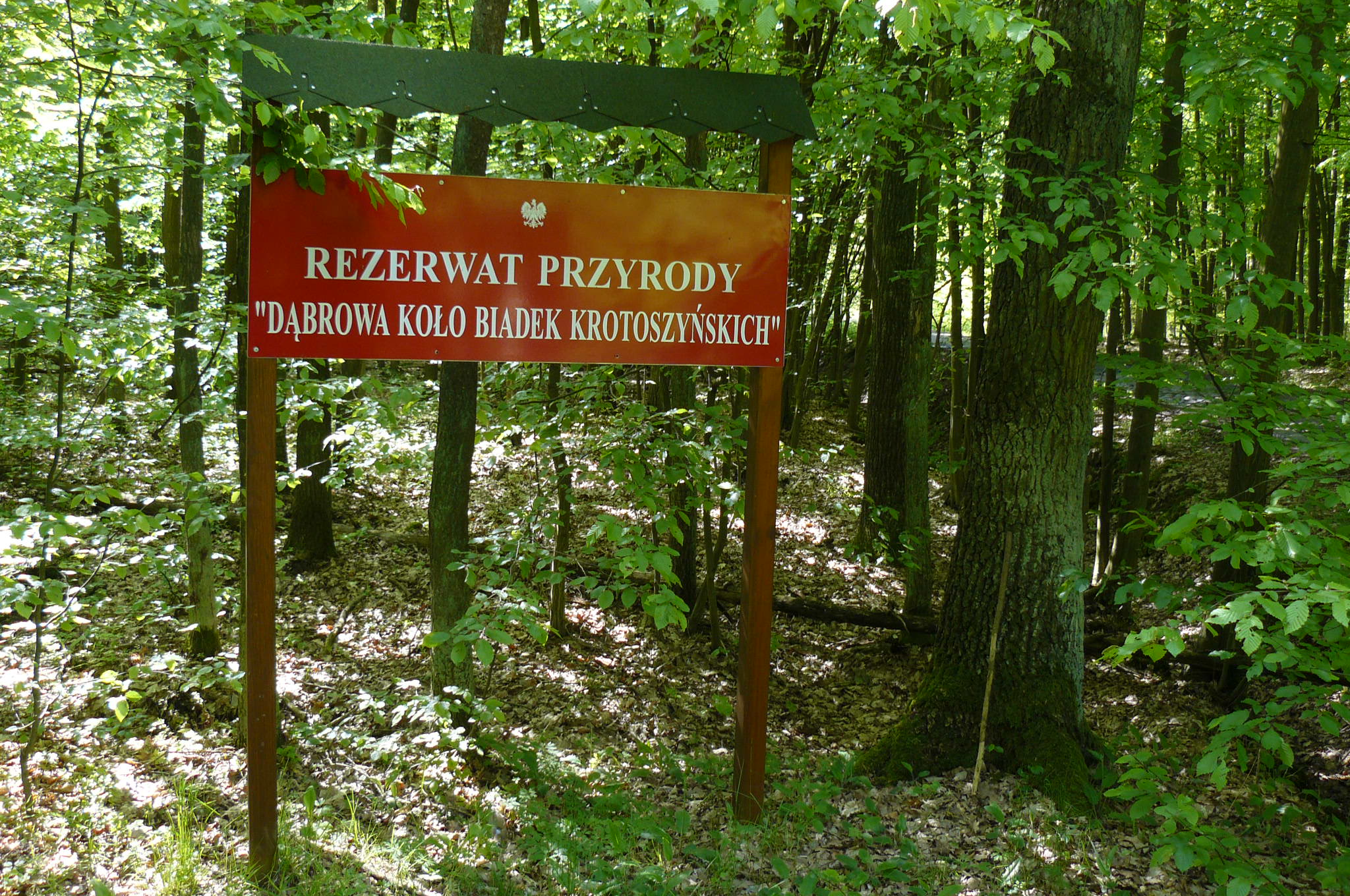
Rezerwat Dąbrowa koło Biadek

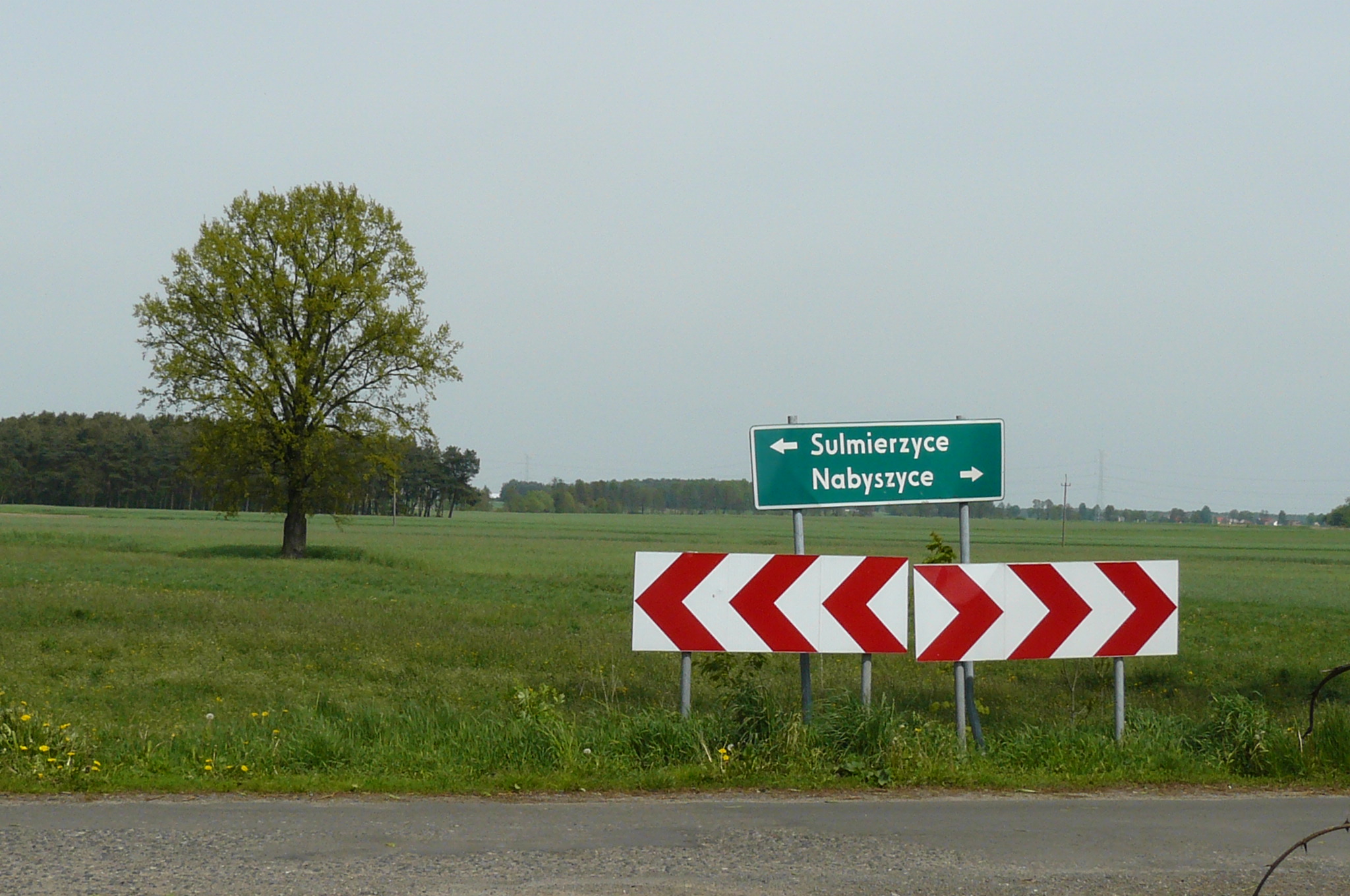
Krajobraz pól rozdzielających kompleksy (Gliśnica)

Dąbrowy Krotoszyńskie – jeden z największych w Polsce kompleksów naturalnych lasów dębowych, zajmuje teren blisko 23 tys. ha.

## Charakterystyka
Trzy zespoły naturalnych, urozmaiconych dąbrów świetlistych (dąb szypułkowy, dąb bezszypułkowy, grab zwyczajny, leszczyna pospolita) ze starodrzewiem, częściowo (miejscowo) przemieszanych z nowymi nasadzeniami sosny i innych drzew (bór mieszany i inne). 

## Położenie
Dąbrowy Krotoszyńskie położone są na pograniczu trzech powiatów: krotoszyńskiego, ostrowskiego i pleszewskiego, w południowej części województwa wielkopolskiego. 

## Podział
- Las Jasne Pole. Zespół dwóch lasów mających razem ponad 50 km² powierzchni, umiejscowiony w środku trójkąta Koźmin-Krotoszyn-Ostrów, w całości na terenie gminy miejsko-wiejskiej Krotoszyn.
- Las Gliśnica. Mający około 30 km² powierzchni las, położony w środku trójkąta Krotoszyn-Ostrów-Sulmierzyce, na terenie gminy miejsko-wiejskiej Odolanów oraz gminy wiejskiej Ostrów Wielkopolski.
- Las Krotoszyn. Mający około 35 km² powierzchni las położony w środku trójkąta Krotoszyn-Sulmierzyce-Zduny, na terenie gminy miejsko-wiejskiej Krotoszyn (w tym miasta Krotoszyn) oraz gminy miejsko-wiejskiej Zduny.

## Ochrona
Cały kompleks znajduje się na terenie utworzonego w 1993 roku Obszaru Chronionego Krajobrazu Dąbrowy Krotoszyńskie i Baszków Rochy. Ponadto, na terenie Dąbrów wyodrębniono trzy leśne rezerwaty przyrody, w których przedmiotem ochrony jest naturalny, urozmaicony las dębowy ze starodrzewiem:
- rezerwat przyrody Dąbrowa koło Biadek Krotoszyńskich (Las Gliśnica, gmina Ostrów Wielkopolski),
- rezerwat przyrody Dąbrowa Smoszew (Las Krotoszyn, gmina Krotoszyn),
- rezerwat przyrody Buczyna Helenopol.

Zlokalizowano tu też trzy rezerwaty florystyczne:
- rezerwat przyrody Miejski Bór (Las Krotoszyn, gmina Krotoszyn),
- rezerwat przyrody Baszków,
- rezerwat przyrody Mszar Bogdaniec.

Teren kompleksu objęty jest też obszarem Natura 2000 (PLH300002) Uroczyska Płyty Krotoszyńskiej, powołanym przez Ministra Środowiska 12 stycznia 2011 (Dz. U. nr 25, poz. 133). Obszar obejmuje 34.225,2 ha na terenie gmin: Dobrzyca, Krotoszyn, Odolanów, Ostrów Wlkp., Pleszew, Raszków, Rozdrażew, Sulmierzyce i Zduny.

## Ochrona gatunkowa
Na terenie kompleksu występują m.in.: dzięcioł średni (jedna z 10 największych ostoi w Polsce – 450–460 par lęgowych, 4% populacji krajowej), dzięcioł zielonosiwy (20–25 par), ortolan (350–400 par, największa liczebność w Wielkopolsce i jedno z największych zagęszczeń w kraju – powyżej 1 pary na km²).

## Turystyka
Przez teren kompleksów leśnych wytyczono szlaki rowerowe i piesze, np. szlak rowerowy Dąbrowy Krotoszyńskie z Krotoszyna (okólny, 39 km).